# Smart and Smarter
"Smart and Smarter" ("Inteli e Gente"(pt-BR) ou "Ativa a Mais Ativa"(pt-PT?)) é o décimo terceiro episódio da 15ª Temporada de Os Simpsons. Ele foi exibido originalmente nos Estados Unidos na Fox no dia 22 de Fevereiro de 2004, e no Reino Unido no dia 23 de Maio de 2004. Neste episódio, os Simpsons descobrem que Maggie é a filha mais inteligente. Simon Cowell atuou no episódio como o personagem Henry, um julgador muito severo nas suas exigências. O episódio foi escrito por Carolyn Omine e dirigido por Steven Dean Moore. Seu título original "Smart and Smarter", é uma referência a Dumb and Dumber (Débi e Lóide).
As músicas "Moon River" e "Who's That Girl?" apareceram no decorrer das cenas. Ele foi assistido por 12.5 milhões de telespectadores na sua noite de estreia. Algumas referências a fatos reais são feitas no episódio, como o caso do Clever Hans (Hans esperto) e o de Stephen Hawking; assim como também são feitas referências a outros episódios da série.

## Produção
"É genuinamente meu programa favorito.
Quando recebi a ligação, eu achei que era
uma pegadinha, mas era verdade."

O episódio foi produzido por Bill Oakley, Al Jean, Josh Weinstein, dirigido por Steven Dean Moore, escrito por Carolyn Omine e co-escrito por Matt Warburton e Danny Chun, este episódio contou com a participação de Simon Cowell. A música original usada nele, foi feita por Danny Elfman e Alf Clausen. Karl Wiedergott participou dele como vários personagens secundários, assim como Hank Azaria e Harry Shearer. Pamela Hayden também atuou como Milhouse e Tress MacNeille como Phillipa, a administradora da escola pré-maternal. Seu título, "Smart and Smarter", é uma referência a Débi e Lóide (Dumb and Dumber). Simon disse que ele ficou "muito orgulhoso" de ter participado do episódio. As músicas "Moon River" de Johnny Mercer e Henry Mancini e "Who's That Girl?" foram usadas em diferentes cenas do episódio. Nos créditos, Simon faz críticas sobre cada pessoa cujo nome aparece, exceto o seu.

## Enredo
Homer pretende fazer uma brincadeira com Bart, porém, o banheiro da casa acaba desorganizado. Para evitar que Marge soubesse da situação, Homer decide levar a família para comer panquecas. Quando chegam na loja, Homer percebe que há uma fila para um local próximo, e pergunta para Apu, que estava na fila, que local é aquele. Ele responde que é uma escola pré-maternal, mas Marge comenta que bebês só deviam se preocupar com o Bicho-Papão. O Dr. Hibbert diz que Maggie não era capaz de aprender muito nova, e Homer, sentindo-se ofendido, decide inscrevê-la na escola. Na hora do teste de avaliação de conhecimentos, Henry (Simon Cowell) não acha que Maggie seja muito inteligente. Enquanto brincava com suas bonecas, Lisa nota que Maggie fazia palavras com bloquinhos.
Achando que Maggie era muito inteligente, Lisa pediu que os pais a levassem de volta para a escola, para avaliação. Quando Henry faz um teste de QI, ele chama a sua superiora, pois ele diz que Maggie tinha um QI muito alto: 167, um QI maior até do da Lisa. Nos dias seguintes, os Simpsons ganham várias lembrancinhas, enquanto Bart e Lisa se sentem esquecidos. Para tentar recuperar sua dignidade, Lisa tenta mudar de personalidade notavelmente, mas nenhuma das suas novas personalidades agrada a ninguém. Temendo que faça uma loucura, Lisa decide fugir de casa, e logo sua família pede que a polícia a encontre. Lisa decide morar no museu. O Chefe Wiggum diz que encontrou as coisas de Lisa na língua do esqueleto gigante no museu. Quando sua família vai procurá-la no esqueleto, Maggie acaba apertando um botão que os prendia na barriga dele. Com a ajuda de Lisa, Maggie aperta o botão certo para poder liberá-los. Em casa, Henry diz que Maggie não poderia estudar na escola, pois era uma bebê normal.

## Referências culturais

Maggie na cena que satiriza O Que Aconteceu a Baby Jane?.